# Langues slaves orientales

Langue slave méridionale comme langue nationale.
Langue slave occidentale comme langue nationale.
Langue slave orientale comme langue nationale.

Les langues slaves orientales sont un groupe de langues qui forment une subdivision des langues slaves (avec les langues slaves méridionales et les langues slaves occidentales).
La langue commune parlée jusqu'au XIVe siècle est le vieux russe.

## Classification
Aujourd'hui quatre langues slaves orientales existent :
- biélorusse ;
- russe ;
- rusyn (ou ruthène moderne) ;
- ukrainien.

Le ruthène ou vieux ruthène fut une langue officielle du grand-duché de Lituanie aux XIVe – XVIIe siècles ; c'était une langue mixte écrite, qui réunissait des dialectes oraux de Biélorussie et d'Ukraine, du polonais et du vieux slave.
Le vieux novgorodien (ru) ou le dialecte ancien de Novgorod la Grande et Pskov était une variante locale particulière qui conservait quelques traits archaïques des langues slaves ; il est bien attesté grâce aux « documents sur écorce de bouleau » retrouvés par les archéologues à Novgorod et à Pskov.

## Code
- Code de langue IETF : zle